# 鯨蝋

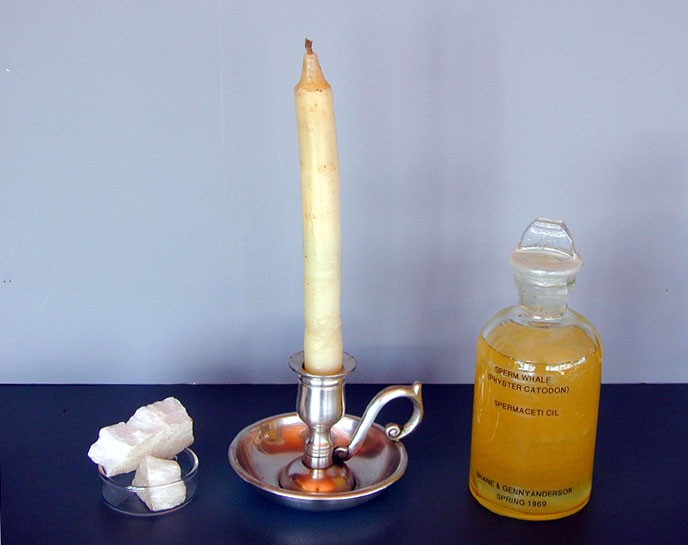
左から、固体の鯨蝋のサンプル、鯨蝋のろうそく、瓶に詰めた鯨油

鯨蝋（げいろう、Spermaceti）は、マッコウクジラの頭蓋内に存在する蝋状物質である。頭蓋内のw:Spermaceti organという器官で作られ、1900リットルまで貯蔵できる。17世紀から、化粧品、織物、ろうそく等に用いられるため、抽出されてきた。
Spermaceti organの生物学的役割は、浮力の制御、反響定位の焦点装置、または恐らくその両方であると示唆される。確かな証拠が両方の説を支持している。浮力説では、マッコウクジラは鯨蝋を加熱することで密度を減少させ、浮くことができるとする。沈む際には、噴気孔から水を取り入れて鯨蝋を冷やし、密度の高い固体に戻す。この説は、この熱交換を行う生物学的機構が存在せず、また器官が相当大きくない限り、密度の変化が意味を持つには小さすぎると批判されている。捕獲されたマッコウクジラ内に残るワックスエステルの割合を測定することにより、特定の個体の年齢と将来の寿命を正確に示すことができる。Spermaceti organ内のワックスエステルの割合は、年齢が上がるとともに増加し、幼体では38-51%、雌の成体では58-87%、雄の成体では71-94%になる。
鯨蝋は、加圧及び苛性アルカリの存在下、マッコウクジラ油を6℃で結晶化することで得られる。輝く白色の結晶となり、硬いが触ると油状で、無味無臭であることから、化粧品、皮製品、潤滑剤等に最適である。また、標準的な光度のろうそく、織物、また賦形剤、特にセラートや軟膏にも用いられる。

## 語源
英語ではSpermacetiというが、これは中世ラテン語で「クジラの精子」を意味するsperma cetiに由来する。これは、新鮮な時の外見から、当初は鯨蝋がクジラの精液と誤認されていたことに由来する。また、マッコウクジラの英名 sperm whaleもここから名付けられた。

## 性質

鯨蝋は、spermaceti organ（黄色）とメロン（橙色）から取り出される。

生の鯨蝋は液体で、生の牛乳に似た匂いを持つと言われる。大部分がワックスエステル（主にパルミチン酸セチル）で、少量のトリアシルグリセロールが含まれる。他のハクジラとは異なり、ワックスエステルの炭素鎖は、C10-C22と比較的長い。鯨油は、約66%が蝋である。30℃以下に冷えると、蝋は固まり始める。鯨蝋中での音速は、36℃、40 kHzで2,684 m/sであり、イルカのメロンと比べて、2倍近くも音を通しやすい。
鯨蝋は水に不溶で、冷エタノールに非常にわずかに溶けるが、エーテル、クロロホルム、二硫化炭素、沸騰エタノールには容易に溶ける。
植物性の代替物質としては、ホホバオイルやホホバエステルの誘導体があり、これらは化学的性質や物理的性質が鯨蝋と非常に近く、用途も同じものが多い。

## 生物学的役割
現在、鯨蠟が何らかの生物学的役割を持つかどうかについて、統一的な見解はない。平均的な年齢のクジラの頭部に残る蝋の割合は、熱に影響を受ける浮力を反映しているように見える。また、密度の変化は、反響定位も強めているようである。鯨蝋の密度は相によって変化するため、鯨の浮力を調整する手段として用いられていた可能性がある。また、もう一つの説は、ダイビングの際にマッコウクジラのデリケートな口吻を守るためのクッションとして用いられているというものである。
Spermaceti organの最も可能性の高い主要機能は、呼吸器官から発せられる反響定位の音にエコーまたは吸気音を加えることである。これにより、クジラは、獲物の動きや自身の位置を知覚することができる。獲物までの位置が変化すると、獲物で反射して返ってくる音の間隔が変化する。鯨蝋を囲む硬組織と海水の音響特性の対比によって共鳴が強められるため、この説では、鯨蝋の低い密度と高い圧縮率を説明できる。

## 加工
マッコウクジラを仕留めた後、捕鯨船はクジラに横付けし、頭を切り落として甲板に引っ張り上げる。その後、頭に穴を開け、バケツで中身を掬い出す。収穫した物質は生の鯨蝋であり、地上で加工するため、樽の中で保存する。大きなクジラでは、鯨蝋の量は、1900リットルにもなる。酸敗を防ぐために鯨蝋を水で煮て、不純物を取り除く。地上では、冬の間は樽のまま冷却し、粘性のあるスポンジ状の固体にする。この固体を羊毛の袋に詰め、圧力をかけて液体を絞り出す。この液体は、冬期間も液体である最も貴重な製品で、瓶詰めして販売された。
暖かい季節になると、残った固体の一部を溶かし、液体を濾し取って、固体の蝋を残す。褐色のこの蝋を漂白して、「鯨蝋」として販売した。鯨蝋は、白く、半透明である。融点は約50℃で、45℃で凝固する。

## ギャラリー

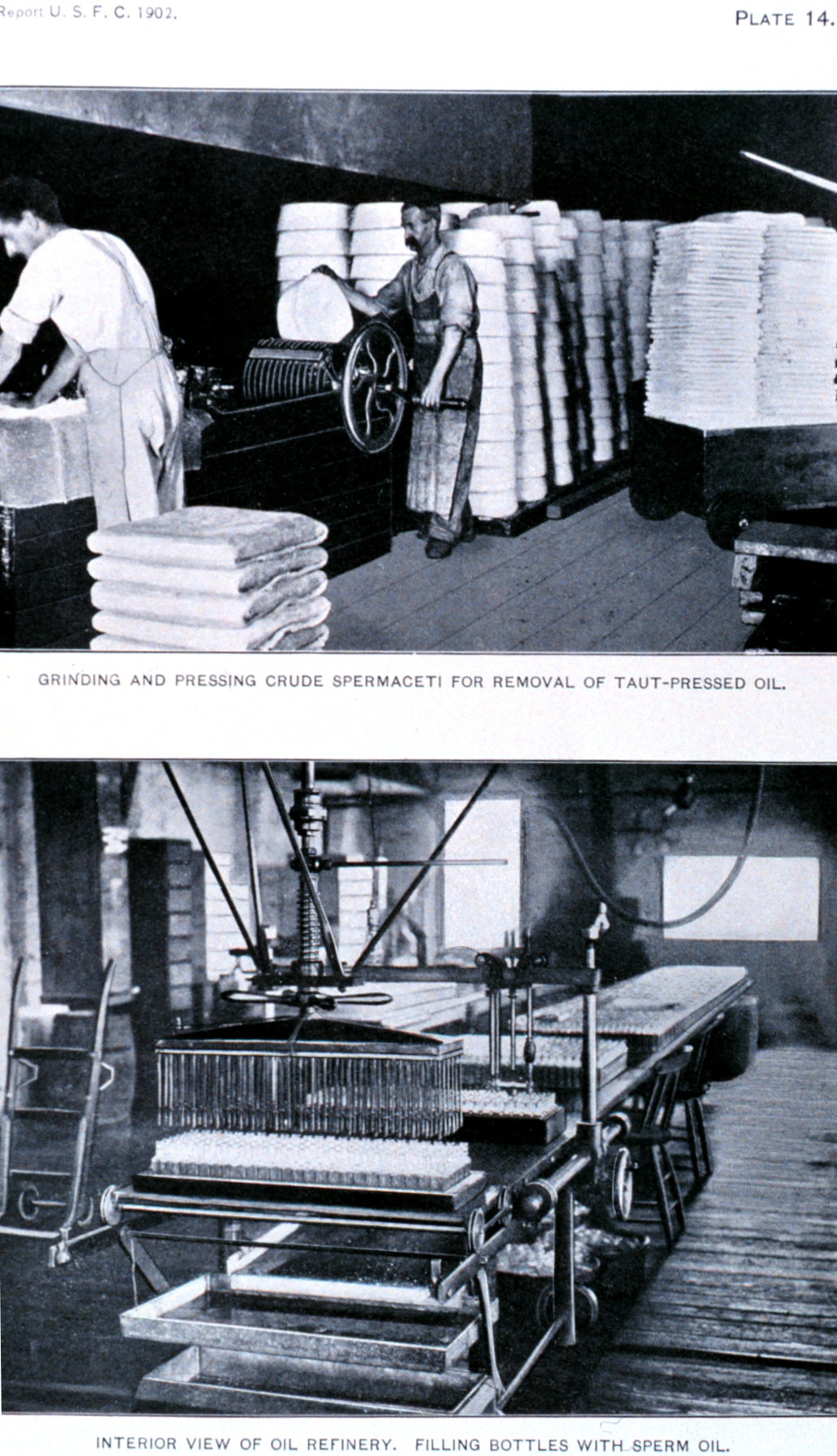
鯨油の加工
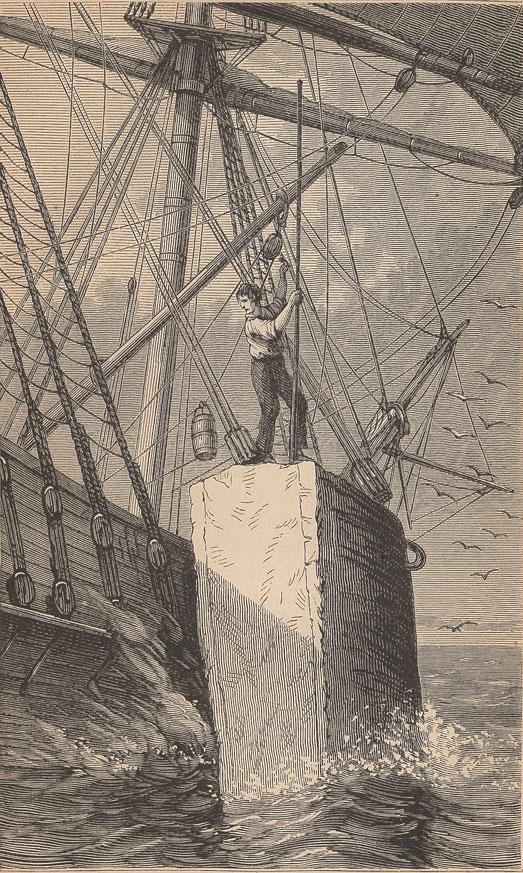
数個のマッコウクジラの頭部から鯨油を組みだす捕鯨船員（1874年のイラスト）
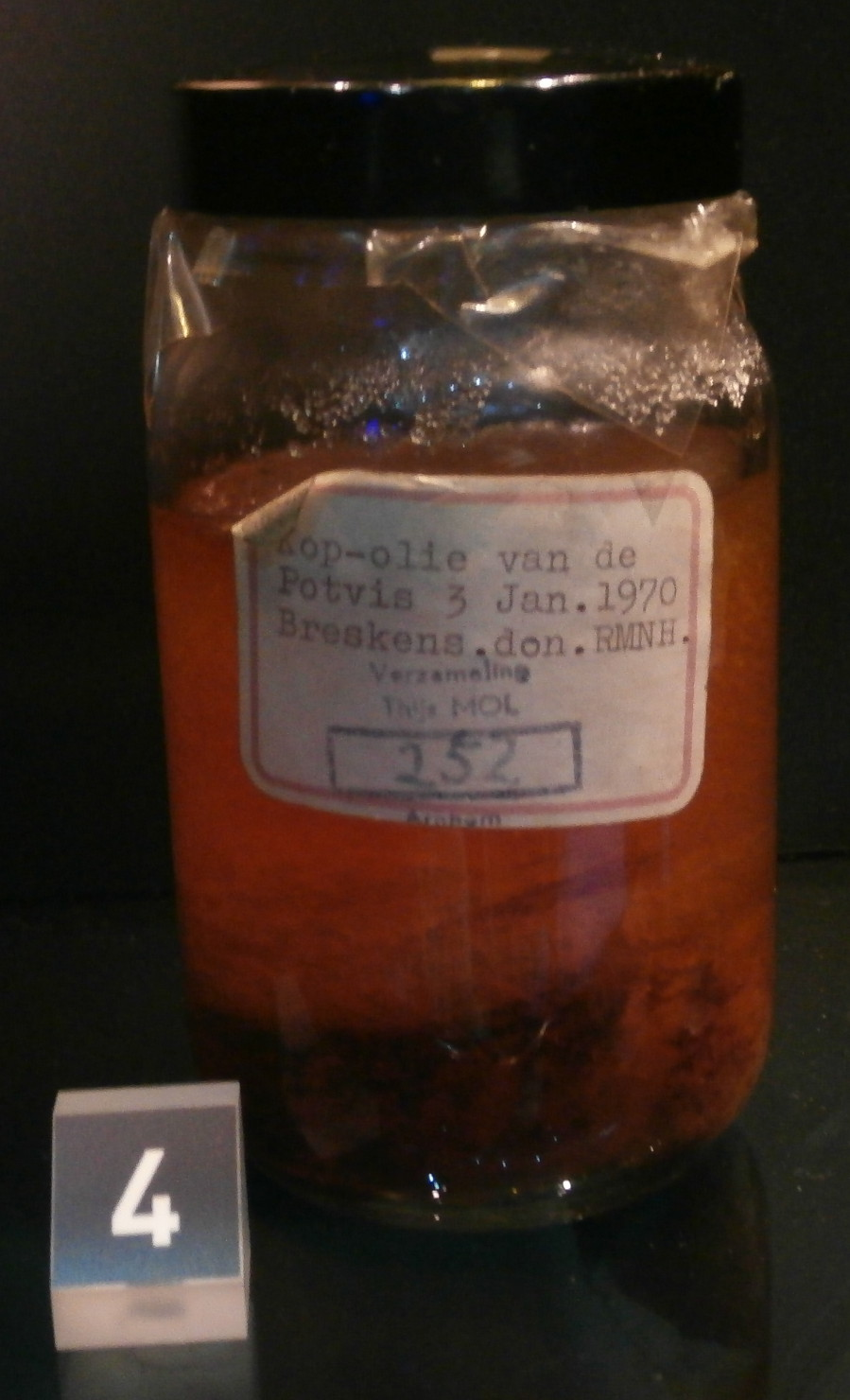
生の鯨油を詰めた瓶
- 1922年の映画Down to the Sea in Shipsから鯨油の加工のシーン

## 関連文献
- Carrier, David R.; Deban, Stephen M.; Otterstrom, Jason (2002). “The face that sank the Essex: potential function of the spermaceti organ in aggression”. Journal of Experimental Biology 205 (Pt 12):  1755–1763. doi:10.1242/jeb.205.12.1755. PMID 12042334.
- Dolin, Eric Jay (2007). Leviathan, The History of Whaling in America. W.W. Norton & Co.. ISBN 978-0-393-06057-7